# Pennenzakkenrock
Pennenzakkenrock (PZR) is een Vlaams eendaags muziekfestival, gericht op kinderen uit de tweede en derde graad van het basisonderwijs.

## Formule
Het festival wordt georganiseerd door Provinciaal Recreatiedomein Zilvermeer in Mol en het Provinciebestuur Antwerpen voor kinderen uit de tweede en derde graad van het basisonderwijs. Het evenement gaat steeds een van de laatste dagen van het schooljaar (einde juni) door op het Zilvermeer in Mol. Zowel individuele deelnemers als groepen zijn welkom, maar specifieke regelingen bestaan voor scholen die met een of meerdere klassen het festival in schoolverband bezoeken.  
Pennenzakkenrock biedt, naast de muzikale affiche, een pak attracties en ook educatieve & interactieve standen. 
In 2011 was er een peter voor het festival, namelijk Dean.
In 2012 schreef Brahim samen met de PZR Kidz, het PZR-lied "Dit is de dag".

## Bezoekersaantal
| Jaartal         | 1995   | 1996   | 1997   | 1998   | 1999   | 2000     | 2001     | 2002   | 2003   | 2004   |
| --------------- | ------ | ------ | ------ | ------ | ------ | -------- | -------- | ------ | ------ | ------ |
| Bezoekersaantal | 7.400  | 12.900 | 19.200 | 21.100 | 24.000 | 24.700   | 23.900   | 25.300 | 26.900 | 26.200 |
| Jaartal         | 2005   | 2006   | 2007   | 2008   | 2009   | 2010     | 2011     | 2012   | 2013   | 2014   |
| Bezoekersaantal | 23.300 | 23.200 | 21.000 | 19.200 | 19.100 | 19.400   | 23.800   | 25.100 | 17.000 | 20.111 |
| Jaartal         | 2015   | 2016   | 2017   | 2018   | 2019   | 2020     | 2021     | 2022   | 2023   | 2024   |
| Bezoekersaantal | 18.000 | 20.000 | 26.000 | 27.200 | 23.000 | Afgelast | Afgelast | 25.000 | 23.500 | 23.500 |
| Jaartal         | 2025   |        |        |        |        |          |          |        |        |        |
| Bezoekersaantal |        |        |        |        |        |          |          |        |        |        |

## Optredens
- 2004: Xandee, Wim Soutaer, Brahim, Natalia, Spring, Roxane, Ch!pz, de Ketnetband, Kim-Lian, Milk Inc., Sylver, Dynamite, Seduced, Sam Gooris, X!NK
- 2005: Spring, Isabelle Adam, Gene Thomas, Roxane, Dynamite, Danzel
- 2006: Katerine, De Jeugd van Tegenwoordig, Sylver, Leki, Spring, Milk Inc., t.A.T.u.
- 2007: Sandrine, Reborn, Nailpin, Ketnetband, Roel Vanderstukken, Stan Van Samang
- 2008: Spring, X!NK, Born, Brahim
- 2011: Milk Inc, Emma, Fatty K, Bandits, vtmKzoom band, Laura Omloop, Dean, Sylver, Tom Dice, Ian Thomas, DJ F.R.A.N.K, Merel en de Dalton Sisters
- 2012: Monky Boys, Tom & Anick, Jeronimo, Kelly Pfaff, Charlotte, Pop4You, Emma, Abie Flinstone, Brahim, DJ F.R.A.N.K., Regi, Di Maro, DJ Lennert, Lester en Abdou, Iris, Femke & the big sisters, Maureen, Ian Thomas, Laura Omloop
- 2013: Ian Thomas, Sam Gooris, De Romeo's, Laura Omloop, Kuikentje Piep, Peter Van de Veire, Tara (Belgium's got talent), Karolien Goris, Ketnetband, 3M8S, Sisters Only, Jukebox for Kids, Silke, Juniors Ketnet
- 2014: Fabian, Ketnetband, Ian Thomas, Slongs Dievanongs, 2MatesOnly, Regi Penxten, Bandits, Pieter & Lotte, Sam Gooris&De Romeo's, 2 Fabiola
- 2015: Regi, DJ Wout, Laura Tesoro, Ketnetband, Laura Omloop, Sam Gooris, 4Reignrs, Maarten Cox, Emma Bale, Slongs Dievanongs, Gene Thomas, JoOb
- 2016: Regi, Bandits, Laura Tesoro, Jens, Merel, Ghost Rockers, Niels Destadsbader, Ketnetband, Kadanza, DJ Tom
- 2017: o.a. Regi, Laura Tesoro, Gers Pardoel, ...
- 2018: Lil' Kleine, Team U.P., Laura Tesoro, De KetnetBand, Pat Krimson, DJ F.R.A.N.K., Michiel De Meyer
- 2019: o.a. Regi, De KetnetBand, #LikeMe, Gers Pardoel, Gio Kemper, De Romeo's, DJ F.R.A.N.K., ...
- 2022: Camille, Regi, Metejoor, Ilsen&Verhulst, De KetnetBand, DJ F.R.A.N.K., Tom La Baccara/B2B Maude, Loco Kids Disco
- 2023: o.a. Pommelien Thijs, Aaron Blommaert, Regi ...
- 2024: Camille, Regi, DJ F.R.A.N.K., Liam en No Direction van Milo, Tom La Baccara, Radio Hallo, Four, Double-U ft. Eugène, Sikudhani